# Anicuns (gemeente)
Anicuns is een gemeente in de Braziliaanse deelstaat Goiás. De gemeente telt 18.027 inwoners (schatting 2009).